# 毛束草属
毛束草属（学名：Trichodesma）是紫草科下的一个属，为一年生草本植物。该属共有35种，分布于东半球热带地区。